# Rhipidura dryas
El abanico de Arafura (Rhipidura dryas) es una especie de ave paseriforme de la familia Rhipiduridae propia de Australasia y la Wallacea meridional.

## Distribución y hábitat
Se extiende por el sur de la Wallacea y el norte de Australasia, distribuido las islas menores de la Sonda, las Molucas meridionales, el sur de Nueva Guinea y el norte de Australia, desde Kimberley hasta la zona occidental de Península del cabo York, extendiéndose por las regiones costeras del Territorio del Norte.

## Descripción
Es similar al abanico rojizo, con el que coincide en el sureste de las Molucas, En general es de tonos más apagados, con la coloración canela restringida a la espalda, obispillo y base de la cola.